# Duende Macabro (Jason Macendale)
Nome Real: Jason Phillips Macendale Jr.
Codinome Atual: Duende Macabro
Codinomes: Halloween
Identidade: Secreta
Afiliação: Sextexto Sinistro
Familiares: Jason Macendale Senior (pai), Patricia (mãe, falecida)
Universo: Terra 616
Base de Operações: nóvel, antes Nova Iorque
Gênero: Masculino
Altura: 6'1
Peso: 95kg
Olhos: Castanhos
Cabelos: Pretos
País de Origem: Estados Unidos
Estado Civil: Divorciado
Ocupação: Terrorista/Assassino
Origem: --
Local de Nascimento: Boston, Massachusetts
Primeira Aparição: Machine Man # 19 (como Halloween),  Amazing Spider-Man # 289 (como Duende Macabro)
Jason Macendale era o perigoso Halloween no passado. Um vilão que usava uma abóbora flamejante na cabeça. Após isso, ele notou que o Duende Macabro original era mais perigoso que a identidade de Halloween, então ele criou a roupa de Macabro e saiu assassinando pessoas. Macendale foi recrutado pela CIA para poder fazer alguns trabalhos de capacho. Até que o Duende Macabro tornou-se um dos maiores arquivilões do Homem Aranha. Macendale foi assassinado por  Roderick Kingsley. 